# Larra-Belagua
Larra-Belagua est une station de ski de fond des Pyrénées espagnoles dans la communauté forale de Navarre. Elle se situe dans le massif de Larra-Belagua près de la ville d'Isaba en la vallée de Roncal.